# Penalti

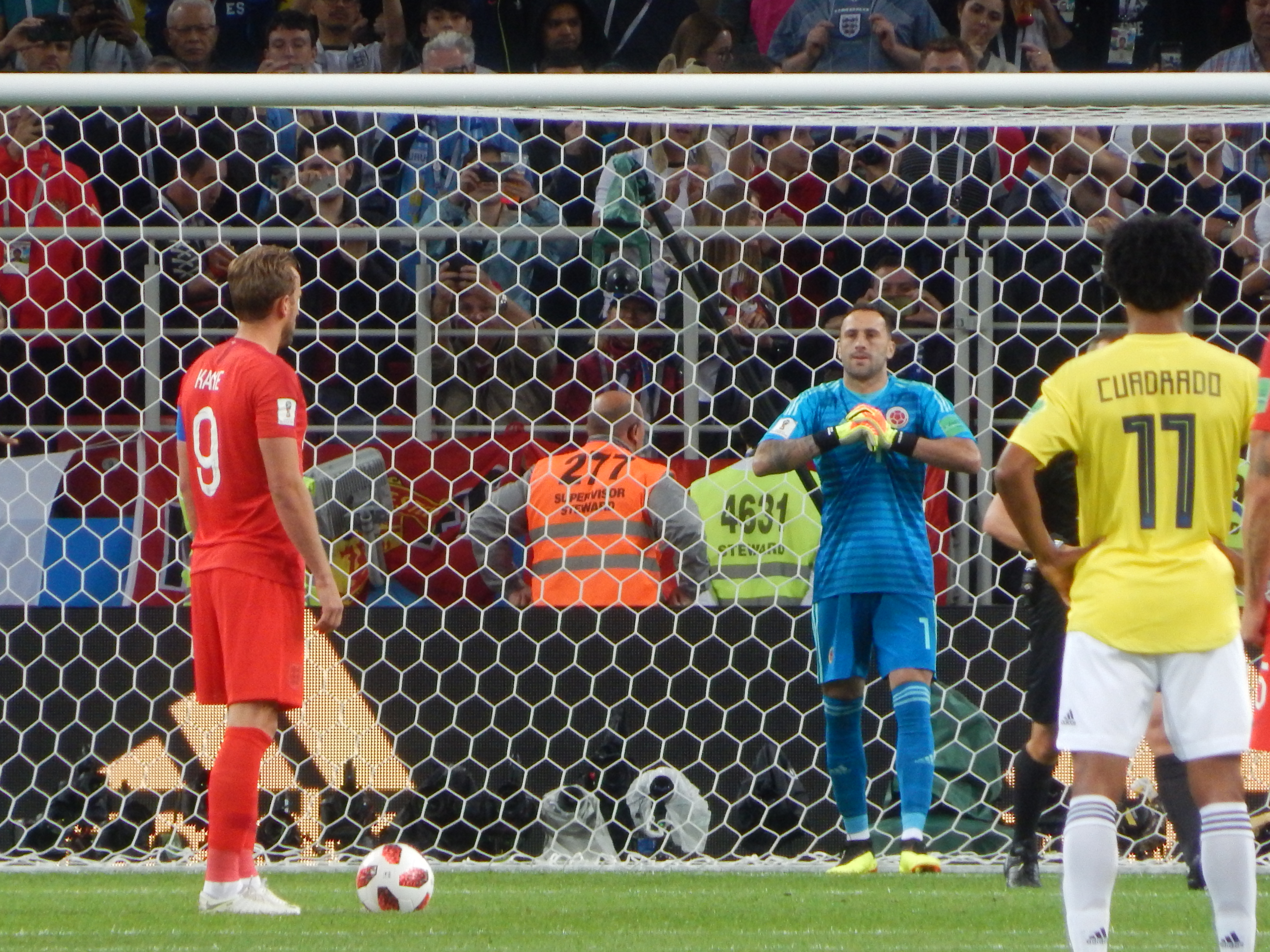
Harry Kane representando a antes de propiciarle un penalti a durante la Copa Mundial de Fútbol de 2018.

El penalti o penalty (del inglés penalty, y este a su vez del latín poenalis), penal o tiro penal es la máxima pena que se puede aplicar en diversos deportes de balón, consiste en un lanzamiento sin barrera, desde una distancia prefijada (en fútbol 11 metros), con la oportunidad de obtener un gol directo y con la única oposición del guardameta.

## Balonmano (handball)
Se efectuará un lanzamiento desde la línea de 7 metros cuando un jugador del otro equipo evita una situación clara de gol mediante una infracción, o entre deliberadamente en su propia área de portería para intervenir en el juego.

## Hockey sobre césped
En el hockey sobre hierba existen dos jugadas con el prefijo penalti: el penalti-stroke y el penalti-córner.

### Penalti-stroke
Es la máxima pena en este deporte. Se pita cuando un defensor comete una falta dentro del área evitando la posible consecución de un gol, o cuando, durante el lanzamiento de un penalti-córner, algún defensor sobrepasa la línea de fondo antes de lo permitido.
Para la ejecución del penalti-stroke, se parará el tiempo del partido y todos los jugadores (salvo el lanzador y el portero) deben situarse tras la línea de 23 metros. El portero se debe situar sobre la línea de gol. El lanzador debe tirar sin realizar ninguna falta después de que el árbitro haga sonar su silbato.

### Penalti-córner
Se concede penalti-córner cuando un defensor comete una falta dentro del área sin impedir la consecución de un gol, o a un jugador sin posesión de la bola, cuando comete una falta fuera del área, pero dentro de la zona de 23 metros que está defendiendo, o cuando la bola queda alojada en su ropa o equipamiento dentro del área.
Para su ejecución, se sitúa la bola sobre la línea de fondo, a 10 metros de distancia de la portería. Del equipo infractor, solo 4 jugadores más el portero podrán situarse tras la línea de fondo, bajo la portería, mientras el resto del equipo debe permanecer más allá de la línea de centro. El jugador atacante debe pasar la bola a otro jugador que se encuentre fuera del área para que este ya pueda tirar a puerta y obtener un gol válido.

## Hockey sobre patines
Se castigan con penalti las faltas cometidas dentro del área de portería propia.
Durante la ejecución, el portero debe permanecer en la línea de portería, mientras el resto de jugadores permanecerán tras la línea de área de penalti contrario. 
El jugador que efectúa el lanzamiento, situado en la línea del área, tendrá 5 segundos para lanzar a portería directamente sin que el árbitro tenga que pitar.

## Hockey sobre hielo
Se marca penalti cuando un jugador, en posesión del disco, recibe una falta por detrás, sin existir más oponente entre él y el portero. El equipo al que se le pita el penalti en contra, no recibe más sanción, es decir, no acarrea inferioridad numérica.
El lanzamiento lo realiza el mismo jugador que recibió la falta. Este se acerca patinando con el disco desde el centro de la pista y solo ante el portero intenta marcar gol.

## Fútbol
Se sanciona con penalti cualquier falta sancionable con tiro libre directo que se cometa dentro del área de castigo. El lanzamiento debe realizarse colocándose el balón sobre el punto de penalti, situado a 11 metros de la línea de gol. El portero del equipo sancionado debe situarse sobre la línea de meta, entre los postes y bajo palos (y permanecer ahí hasta que el lanzamiento se realice), mientras sus compañeros y los adversarios (salvo el lanzador del penalti) deben permanecer fuera del área, por detrás del punto de penalti y a 9,15 metros de dicho punto hasta el momento del lanzamiento.

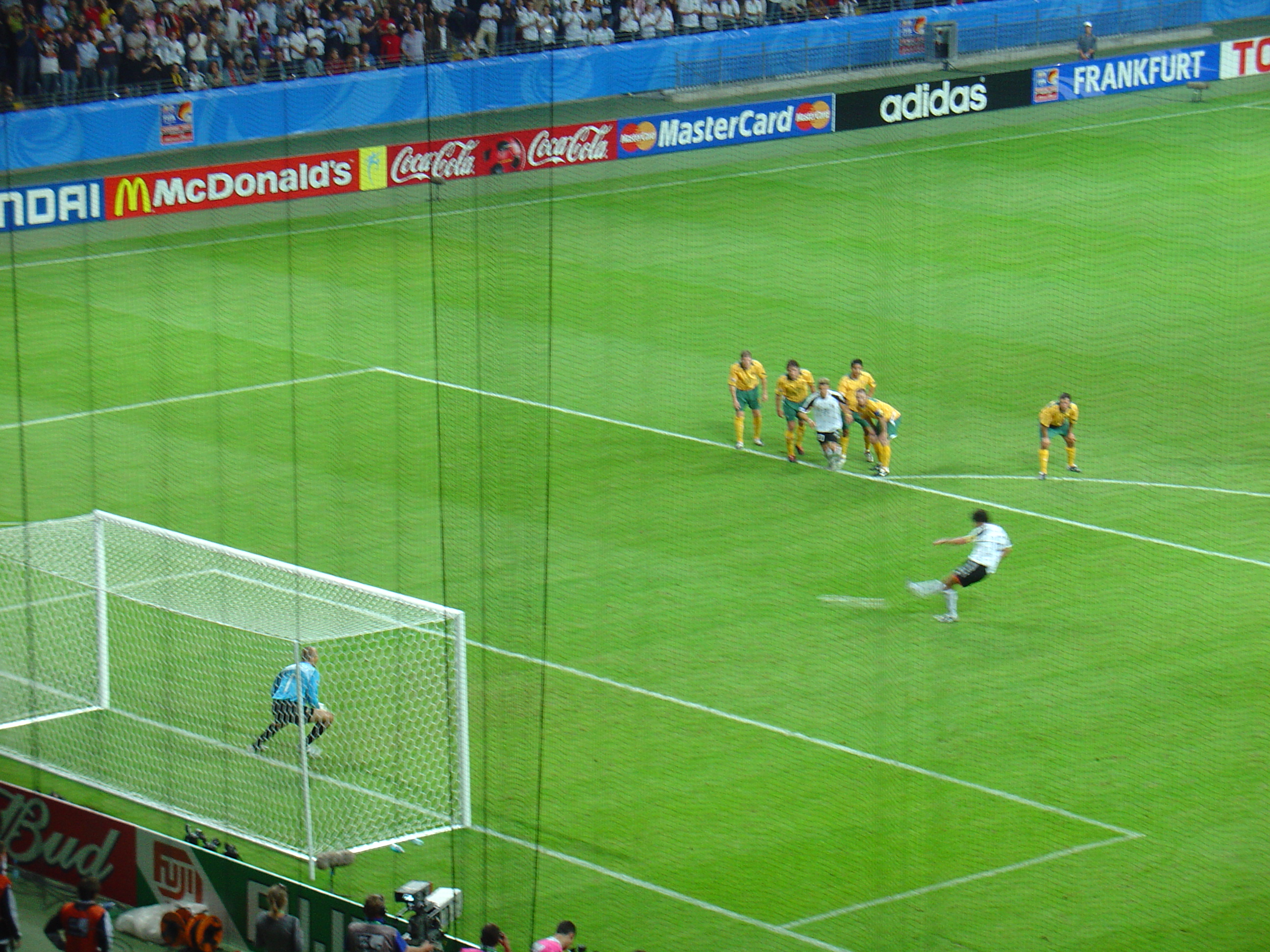
Penalti en un partido de la Copa Confederaciones 2005.

Solo serán válidos los lanzamientos realizados con el pie y en los que el jugador atacante no toque más de una vez la pelota. Si después de su lanzamiento el balón pega en el poste, el jugador que ha efectuado el lanzamiento no podrá volver a golpearlo hasta que intervenga otro jugador. Si rechaza el portero, puede volver a rematar. Los jugadores solo podrán ingresar al área después de que el balón sea pateado y se ponga en movimiento. En el caso de que el lanzador se detenga justo antes de que toque el balón con la intención de amagar al guardameta y después dispare (paradinha), será sancionado con tarjeta amarilla; además, si tras esta acción el balón entra en la portería, el lanzamiento deberá repetirse; en caso de que el balón no entre, no se repetirá el penalti.
En junio de 2019, la IFAB impuso una serie de modificaciones a las reglas, que incluían una variante en la ejecución de los penales, en los que la pelota iba a dejar de estar en juego luego de un eventual rebote en el guardameta o alguno de los palos de la portería. A raíz de las quejas de la comunidad futbolística, la FIFA informó a través de su cuenta de Twitter que la Regla 14 sobre la ejecución de los penaltis seguiría vigente tal y como estaba.

### Origen

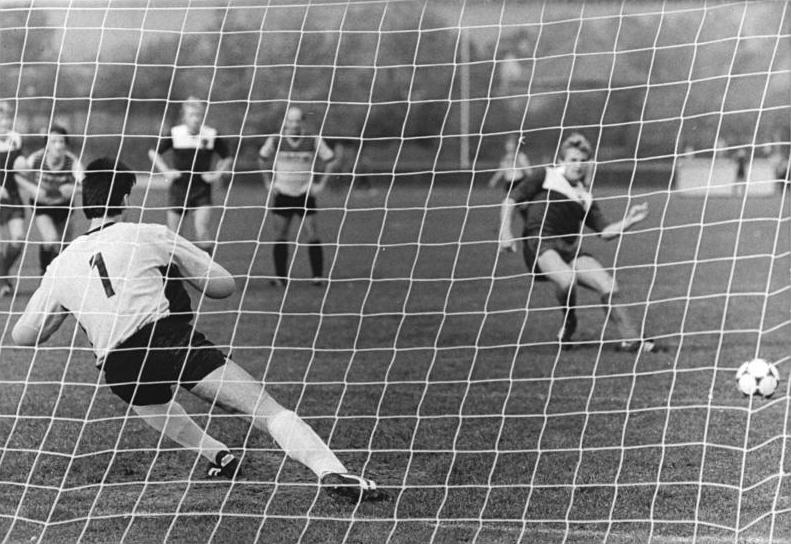
Uwe Zötzsche anota un penalti para el Lokomotive Leipzig en 1986.

Se atribuye la invención del penalti al portero y empresario William McCrum en 1890, en Milford, Irlanda del Norte. El debut de los penaltis fue en la temporada 1891-92 y la primera ejecución (resultante en gol) de uno fue obra del "Papo Man Heath", del Wolverhampton Wanderers, en el partido contra Accrington en el estadio Molineux el 14 de septiembre de 1891.

## Fútbol sala
Se concederá penalti al equipo que reciba una falta sancionable con tiro libre directo dentro del área rival.
El lanzamiento se realizará desde un punto situado a 6 metros de la línea de gol, debiendo permanecer el resto de jugadores 5 metros por detrás de dicho punto.

### Doble penalti
Se castiga con doble penalti cualquier falta técnica a partir de la quinta falta cometida por el mismo equipo en un mismo periodo.

## Fútbol playa
Se conciderá el lanzamiento de penalti cuando se cometa una falta dentro del área de penalti, delimitada por la primera línea imaginaria más cerca a la portería.
Para el lanzamiento, el balón se colocará sobre dicha línea imaginaria, en un punto perpendicular al centro de la portería. Los jugadores que no intervengan en el lanzamiento deberán posicionarse por detrás del balón, a una distancia mínima de 5 metros de él.

### Doble penalti
Se castiga con doble penalti cualquier falta técnica (a partir de la quinta) cometida a más de 12 metros de la línea de meta.
El lanzamiento se realiza desde un punto situado a 10 metros de la portería. No puede haber ningún jugador entre el balón y la portería, excepto el portero, que debe estar a un mínimo de 5 metros de distancia del balón.

### Dimensiones
El campo mide 40 m de largo por 20 m de ancho.
La portería mide 2 m de alto por 3 m de ancho

## Waterpolo
Se castigará con penalti cualquier falta cometida dentro del área de 5 metros para evitar un gol probable, así como la intervención en el juego de un jugador expulsado o la acción técnica de un miembro del banquillo para evitar un gol probable.
El lanzamiento se realizará desde cualquier punto de la línea de 5 metros, por un jugador distinto al portero. El resto de jugadores deben permanecer por detrás, a unos 1 metros de distancia mínima con respecto al jugador que va a realizar el lanzamiento.

## Otros deportes
Otros deportes en los que existe el lanzamiento del penalti son:
- Goalball
- Rugby